# Negotino
Negótino (macedonio: Неготино [nɛˈɡɔtinɔ]) es una villa de Macedonia del Norte, capital del municipio homónimo.
En 2002 tenía 13 284 habitantes, lo cual supone dos terceras partes de la población municipal. Su población se compone en un 97 % por macedonios.
Se sitúa en zona de viñedos, donde se producen algunos de los mejores vinos y rakias del país. Se sitúa cerca de las ruinas de una antigua ciudad llamada Antigonia, que fue destruida en un terremoto en el siglo XI.
Se sitúa sobre la carretera E75, a medio camino entre Veles y Gevgelija.